# 183 до н. е.

## Події
- Кінець Віфіно-Пергамської війни.
- Початок війни між Понтійським царством і коаліцією Пергаму, Каппадокії і Віфінії.

## Померли
- Ганнібал